# Давид V
Давид V (груз. დავით V; † 1155) — цар Грузії з династії Багратіоні.

## Життєпис
У царя Деметре було двоє синів: старший Давид і молодший Георгій. Законним спадкоємцем престолу був Давид, але з невідомих причин, Деметре віддавав перевагу улюбленому молодшому сину Георгію. Остерігаючись, що після смерті батька трон дістанеться Георгію, Давид неодноразово влаштовував змови, щоб скинути Деметре I з престолу. Так, відомо, що 1130 року його спроба захопити владу була невдалою.
1155 року Давид досягнув своєї мети: цар Деметре I зрікся престолу й вирушив у монастир. Давид V зайняв царський трон і почав енергійно керувати країною. Однак, за шість місяців він несподівано помер, встигнувши лишень призначити на високі посади своїх прибічників.
Оскільки до того часу син Давида V царевич Деметре був неповнолітнім, після його смерті престол знову зайняв батько — Деметре I, який також несподівано помер 1156 року.
Грузинські та вірменські хроніки наводять різні дані про тривалість і характер царювання Давида V та розходяться в думках щодо обставин його загадкової смерті. Вірменський літописець Вардан Аревелці писав, що він правив упродовж одного місяця та був убитий своїми придворними. Сумбат та Іван Орбелі вважали, що смерть Давида V стала результатом таємної змови молодшого брата Георгія.
Вірменський історик XIII–XIV століть Степанос Орбелян із княжого роду писав, що Давид царював упродовж двох років та відкидав будь-яку причетність до вбивства царя членів його родини. Він стверджував, що Георгій під час воцаріння присягнув, що буде правити лише до досягнення повноліття спадкоємцем Давида V — Деметре, але потім відмовився від своєї обітниці.
Грузинські хроніки стверджують, що царювання Давида V тривало шість місяців, при цьому уникають будь-яких згадок про обставини його смерті.